# Kanton Wabern
Der Kanton Wabern war eine Verwaltungseinheit im Distrikt Kassel des Departements der Fulda im napoleonischen Königreich Westphalen. Hauptort des Kantons und Sitz des Friedensgerichts war der Ort Wabern im heutigen Schwalm-Eder-Kreis. Der Kanton umfasste 13 Dörfer und Weiler am Südufer der Eder, war bewohnt von 3.786 Einwohnern und hatte eine Fläche von 1,60 Quadratmeilen.
Die zum Kanton gehörigen Kommunen waren:

- Wabern
- Betzigerode, mit Wenzigerode
- Gombeth
- Großenenglis
- Kerstenhausen
- Kleinenglis
- Udenborn mit Kalbsburg
- Ungedanken, mit Rothhelmshausen
- Uttershausen
- Zennern